# Derthona Foot Ball Club 1934-1935
Questa pagina raccoglie i dati riguardanti il Derthona Foot Ball Club nelle competizioni ufficiali della stagione 1934-1935.

## Stagione
Nella stagione 1934-1935 il Derthona ha disputato il girone A del campionato di Serie B. Avendo raggranellato solo 11 punti in classifica è fra le otto squadre retrocesse nella nuova Serie C.

## Rosa
| N. |                   | Ruolo | Calciatore       |
| -- | ----------------- | ----- | ---------------- |
|    | Italia (bandiera) | A     | Anversa II       |
|    | Italia (bandiera) | C     | Guglielmo Arneri |
|    | Italia (bandiera) | D     | Luciano Bassi    |
|    | Italia (bandiera) | P     | Tullio Bonadeo   |
|    | Italia (bandiera) | A     | Mario Ceriani    |
|    | Italia (bandiera) | A     | Giovanni Chiesa  |
|    | Italia (bandiera) | A     | Aldo Croce       |
|    | Italia (bandiera) | P     | Luigi Diamante   |
|    | Italia (bandiera) | C     | Romeo Ferrari    |
|    | Italia (bandiera) | P     | Mario Fontana    |
|    | Italia (bandiera) | A     | Emilio Fracchia  |
|    | Italia (bandiera) | D     | Natale Franzini  |
|    | Italia (bandiera) | C     | Dante Gatti (II) |
|    | Italia (bandiera) | A     | Carlo Gianelli   |

| N. |                   | Ruolo | Calciatore       |
| -- | ----------------- | ----- | ---------------- |
|    | Italia (bandiera) | A     | Luigi Lodi (II)  |
|    | Italia (bandiera) | A     | Ugo Lodi (I)     |
|    | Italia (bandiera) | C     | Manfrin          |
|    | Italia (bandiera) | D     | Giacomo Mangino  |
|    | Italia (bandiera) | C     | Armando Megenes  |
|    | Italia (bandiera) | D     | Giovanni Nizzi   |
|    | Italia (bandiera) | C     | Giuseppe Pagani  |
|    | Italia (bandiera) | C     | Pasquale Parodi  |
|    | Italia (bandiera) | C     | Giulio Perisutti |
|    | Italia (bandiera) | A     | Mario Piccinini  |
|    | Italia (bandiera) | C     | Angelo Raccone   |
|    | Italia (bandiera) | C     | Giovanni Renati  |
|    | Italia (bandiera) | C     | Armando Riso     |
|    | Italia (bandiera) | C     | Pietro Taverna   |